# Estamos Juntos
Estamos Juntos é filme brasileiro de 2011, um drama dirigido por Toni Venturi e estrelado por Leandra Leal, Cauã Reymond, Lee Taylor, Nazareno Casero, Débora Duboc e Dira Paes.
No dia 7 de maio, o filme ganhou 7 prêmios no Festival de Cinema de Pernambuco.
O filme foi lançado no dia 10 de Junho de 2011.

## Sinopse
Para Carmem (Leandra Leal), uma jovem e talentosa médica, o mundo começava a se moldar conforme seus planos: uma vida independente na agitada São Paulo, ao lado do seu divertido amigo DJ gay, Murilo (Cauã Reymond), e distante das amarras da cidade provinciana de onde veio. Mas quando sintomas de uma grave e inesperada doença surgem na vida desta médica residente, sua rotina se transforma e ela passa a se relacionar cada vez mais com um enigmático homem (Lee Taylor) ao mesmo tempo em que se entrega a uma intensa paixão com o impetuoso músico Juan (Nazareno Casero). Em Estamos Juntos, Carmem fará com que as duas realidades em que vive se confrontem, mesmo que elas acabem conquistando ou destruindo uma à outra.
Dira Paes faz o papel de uma líder do movimento dos sem teto em São Paulo.